# یونیون بانک نیجریه
یونیون بانک نیجریه (انگلیسی: Union Bank of Nigeria) شرکت خدمات مالی و بانکداری نیجریه‌ای است، که در سال ۱۹۱۷ تأسیس شد.